# Humpolec
Humpolec (/ˈɦʊmpɔlɛt͡s/, en allemand : Gumpolds) est une ville du district de Pelhřimov, dans la région de Vysočina, en Tchéquie. Sa population s'élevait à 11 447 habitants en 2024.

## Géographie
Humpolec se trouve à 16 km au nord-est de Pelhřimov, à 23 km au nord-ouest de Jihlava et à 89 km au sud-est de Prague.
La commune est limitée par
- Koberovice, Jiřice, Horní Rápotice, Proseč, Budíkov et Čejov au nord,
- Herálec à l'est,
- Kalhov, Ústí, Staré Bříště, Bystrá, Komorovice, Vystrkov, Mladé Bříště, Velký Rybník et Dehtáře au sud,
- Sedlice et Želiv à l'ouest[5].

## Histoire
La première mention écrite de la localité date de 1178. Humpolec a le statut de ville depuis 2007.

## Population
Recensements (jusqu'en 2001) ou estimations de la population de la commune dans ses limites actuelles :
| 1869* | 1880* | 1890* | 1900* | 1910* | 1921* |
| ----- | ----- | ----- | ----- | ----- | ----- |
| 8 182 | 8 514 | 9 110 | 9 135 | 9 108 | 8 812 |

| 1930* | 1950* | 1961* | 1970* | 1980*  | 1991*  |
| ----- | ----- | ----- | ----- | ------ | ------ |
| 8 231 | 7 706 | 8 955 | 9 727 | 10 786 | 11 122 |

| 2001*  | 2011*  | 2015   | 2016   | 2017   | 2018   |
| ------ | ------ | ------ | ------ | ------ | ------ |
| 10 929 | 11 024 | 10 860 | 10 879 | 10 850 | 10 835 |

| 2019   | 2020   | 2021*  | 2022   | 2023   | 2024   |
| ------ | ------ | ------ | ------ | ------ | ------ |
| 10 894 | 10 970 | 10 835 | 10 741 | 11 333 | 11 447 |

## Administration
La commune se compose de douze quartiers :
- Humpolec
- Brunka
- Hněvkovice
- Kletečná
- Krasoňov
- Lhotka
- Petrovice
- Plačkov
- Rozkoš
- Světlice
- Světlický Dvůr
- Vilémov

## Bâtiments et structures
Sept cheminées à Humpolec a une hauteur plus de 30 mètres 
| Nom                                             | Année de construction | Hauteur   | Coordonnées             | Remarques                                                                                      |
| ----------------------------------------------- | --------------------- | --------- | ----------------------- | ---------------------------------------------------------------------------------------------- |
| Cheminée de DH Dekor Works                      |                       | 89 mètres | 49.538308N 15.345824E   | démoli en 2023                                                                                 |
| Cheminée d'usine de Brunka Sukno                |                       | 50,5 m    | 49.561910 N 15.338097 E |                                                                                                |
| Cheminée de l'usine textile František Procházka | 1912                  | 47 mètres | 49.544120N 15.354721E   |                                                                                                |
| Cheminée ASO                                    |                       | 45 mètres | 49.552045N 15.360526E   |                                                                                                |
| Cheminée de l'atelier d'usinage Humpolec        |                       | 45 mètres | 49.539859N 15.356862E   |                                                                                                |
| Cheminée Servant                                |                       | 42 mètres | 49.539471N 15.349510E   |                                                                                                |
| Cheminée de la Brasserie Bernard                |                       | 40,7 m    | 49.539786N 15.360043E   | équipé depuis janvier 2021 d'une plate-forme d'observation publique d'une hauteur de 33 mètres |
| Cheminée Cemolen                                |                       | 37 mètres | 49.540719 N 15.372520 E |                                                                                                |

## Personnalités
- Aleš Hrdlička (1869-1943), astronome
- Gustav Mahler (1860-1911), musicien, né dans le village voisin de Kaliště
- Ivan Martin Jirous (1944-2011), poète

## Transports
Par la route, Humpolec se trouve à 17 km de Pelhřimov, à 19 km de Havlíčkův Brod, à 27 km de Jihlava à 103 km de Prague.
La ville est desservie par l'autoroute D1 ( 90).

## Jumelage
Humpolec est jumelée avec :
- Münsingen (Suisse)